# Antonio Maria Mazzoni
Antonio Maria Mazzoni (Bolonya, 4 de gener de 1717 - Bolonya, 8 de desembre de 1785) fou un compositor italià.
Va estudiar música sota la direcció de Luca Antonio Predieri i el 1736 va entrar a l'Accademia Filarmonica di Bolonya. Alguns anys més tard se'n va anar a Fano, on el 1746 es va estrenar la seva òpera primera, Siroe, re di Persia. El 1748 va tornar a Bolonya, on tres anys més tard va ocupar el càrrec de mestre de capella a la Basílica de San Giovanni in Monte.
El 1753 es va traslladar a Lisboa per assistir a Davide Perez en la composició d'algunes obres. Va tornar a Itàlia, no abans de 1756. El 1757 va ser nomenat en funcions d'Angelo Antonio Caroli, mestre de capella de la basílica de Sant Petroni, una posició que va obtenir el 1759 quan el va succeir. Malgrat aquestes ocupacions i molts viatges, Mazzoni va continuar el seu treball de composició d'òperes. Es va convertir en príncep de l'Accademia Filarmonica de cinc vegades: el 1757, 1761, 1771, 1773 i 1784.
El 1763, durant la inauguració del Teatre Comunale de Bolonya, va prendre part en la representació de l'òpera Il trionfo di Clelia de Christoph Willibald Gluck com a director al clavecí.
Mazzoni era una figura ben coneguda en el seu temps pel que fa a l'òpera. Les seves obres van ser molt populars, principalment gràcies a la seva originalitat, bellesa i elegància. Com molts dels seus contemporanis, va musicar diversos llibrets de Pietro Metastasio.

## Òperes
- Siroe, re di Persia (opera seria, llibret de Pietro Metastasio, 1746, Fano)
- L'Issipile (opera seria, llibret de Pietro Metastasio, 1747 o 1748, Macerata)
- La Didone abbandonata (opera seria, llibret de Pietro Metastasio, 1752 o 1753, Bolonya)
- Il Demofoonte (opera seria, llibret de Pietro Metastasio, 1754, Parma)
- Achille in Sciro (opera seria, llibret de Pietro Metastasio, 1754, Piacenza)
- L'astuzie amorose (opera buffa, 1754, Piacenza)
- La clemenza di Tito (opera seria, llibret de Pietro Metastasio, 1755, Lisboa)
- Antigono (opera seria, llibret de Pietro Metastasio, 1755, Lisboa)
- Ifigenia in Taurride (opera seria, llibret de Marco Coltellini, 1756, Treviso)
- Il viaggiatore ridicolo (opera buffa, llibret de Carlo Goldoni, 1757, Parma)
- Il re pastore (= Aminta, opera seria, llibret de Pietro Metastasio, 1757, Bolonya)
- Arianna e Teseo (opera seria, llibret de Pietro Pariati, 1758, Nàpols)
- L'Eumene (opera seria, llibret d'Apostolo Zeno, 1759, Torí)
- L'astuto ciarlatano (intermezzo, 1760, Bolonya)
- Le stravaganze del caso (intermezzo, 1760, Bolonya)
- Adriano in Siria (opera seria, llibret de Pietro Metastasio, 1760, Venècia)
- Il mercante fallito (faresetta, llibret d'A. Boschi, 1762, Roma)
- Nitteti (opera seria, llibret de Pietro Metastasio, 1764, Nàpols)
- L'inglese in Italia (dramma giocoso, 1769, Bolonya)